# Pierrepoint (Band)
Pierrepoint war ein deutsches Musikprojekt, das 1992 von David Kirvel und Thomas Leppkes in Krefeld gegründet wurde.

## Geschichte
1992 lernten sich Kirvel und Leppkes kennen. Nach Veröffentlichung der beiden Demo-Tapes Pierrepoint und Aufruf und Warnung erschien 1993 das Debüt Slices of Death. Bereits bei den Aufnahmen des Albums machten sich erste projektinterne Differenzen bemerkbar. Während Leppkes bevorzugt in Richtung Wave tendierte, zog es Kirvel in das rhythmusbetonte Electro-Industrial-Umfeld.
Thomas Leppkes verließ anschließend Pierrepoint. David Kirvel führte das Projekt in Eigenregie weiter. Diese Veränderung schlug sich bald auf die Musik der darauf folgenden EP Eibon nieder. Auf dieser EP kreierte Kirvel – deutlich beeinflusst durch die belgische Electro-Industrial-Formation Dive – erstmals den Sound, mit dem Pierrepoint in den 1990ern länderübergreifend Bekanntheit erlangen sollte.
In den Folgejahren arbeitete David Kirvel immer wieder mit anderen Musikern zusammen, die Pierrepoint auch live unterstützten, so beispielsweise mit dem Belgier Johan van Roy von Suicide Commando oder Patrick Bulheller von dem deutschen Elektro-Projekt Page 12. Mit Patrick Bulheller produzierte David Kirvel unter dem Namen „Alien Sylva’s Womb“' den Titel Helpless, der 1995 auf der Compilation Celtic Circle Sampler Part 3 erschien. Ebenfalls mit Patrick Bulheller und zusammen mit Johan van Roy plante Kirvel ein Gemeinschaftsprojekt namens „db.F“. Aus dieser Zusammenarbeit ging der Track Retrace hervor, ein Instrumental, das den frühen Sound von Suicide Commando mit dem von Pierrepoint verknüpft. Retrace erschien 1997 auf der Compilation Binary Application Extension 04.
Des Weiteren steuerte David Kirvel die Backing Vocals zu dem Track Schmerzenstor der belgischen Band „AïBoFoRcEn“ bei, der 1995 auf dem Album Elixir Lytique veröffentlicht wurde.
Aufsehen erregen konnte Pierrepoint mit dem 1997er Titel Kim, in dem es um Kindesmissbrauch und Kindesmord geht. „Kim“ steht dabei für Kim Kerkow, ein zehnjähriges Mädchen, das Anfang 1997 von dem Kaufmann Rolf Diesterweg entführt, misshandelt und getötet wurde. Die in dem Track verwendeten Wort-Samples „Mach dich fertig zum Ficken, Fucking Fotze …! Fotze! Fotze, schau mich nicht an!“ entstammen dem David-Lynch-Filmklassiker Blue Velvet mit Dennis Hopper und Kyle McLachlan. Kim konnte sich trotz der schockierenden Wirkung in einigen Diskotheken zum Clubhit entwickeln.
Etwa gleichzeitig rief David Kirvel das Seitenprojekt „N.M.E“ ins Leben und veröffentlichte 1998 die auf 300 Einheiten limitierte 7-inch-Vinyl-Single High Volume / Advent auf dem amerikanischen Label Possessive Blondfold Recordings. Die Tracks der Single sind ebenfalls rein instrumental gehalten, steuern klanglich jedoch vermehrt in den Rhythm-&-Noise-Bereich.
1999 feierte Pierrepoint mit … sie sind nicht grün einen weiteren Clubhit. Der Song wurde für das vierte Album Pulsing Redlight / Reconstruct unter anderem von Suicide Comando remixed. Ein Jahr später arbeitete Kirvel mit dem Elektro-Projekt Cycloon (Nebenprojekt des „Page 12“'-Sängers Axel Kleintjes) zusammen und war an den Aufnahmen für das Album Head|Over|Now beteiligt.
Um die Jahrtausendwende wandelte sich die Musik von Pierrepoint, die harten, rhythmusbetonten Electro-Industrial-Sounds wurden zunehmend durch Techno-Elemente abgelöst, der Gesang trat stufenweise in den Hintergrund. Mit dem Album Noizefloor erschien 2002 das bisher letzte Werk, eine Weiterführung des Projekts ist ungewiss. David Kirvel ist seit 2005 unter dem Namen „Krzon“ aktiv.

## Name
Der Bandname entstammt Albert Pierrepoint, einem britischen Henker, der für Kirvel und Leppkes Tod und Destruktivität verkörperte. Er starb im Gründungsjahr der Band. Zudem unterstrich der Name Kirvels positive Einstellung gegenüber der Todesstrafe.

## Veröffentlichungen
| Pierrepoint (David Kirvel & Thomas Leppkes) - 1992: Pierrepoint (MC) - 1993: Aufruf und Warnung (MC) - 1993: Slices of Death (CD) - 1994: Eibon (EP) - 1995: The Being (CD) - 1997: Final Scan (CD) - 1997: Idolized (EP) - 1997: Live @ The Celtic Circle Festival (CD-R) - 1999: Pulsing Redlight / Reconstruct (Promo) - 1999: Pulsing Redlight / Reconstruct (CD) - 2000: Deleted Tracks from Earth (CD) - 2000: Technoid Beats for a Paradox Movement (CD) - 2002: Noizefloor (CD) | Alien Sylva’s Womb (David Kirvel & Patrick Bulheller) - 1995: Helpless (Track auf der Compilation Celtic Circle Sampler Part 3) db.F (David Kirvel, Johan van Roy & Patrick Bulheller) - 1997: Retrace (Track auf der Compilation Binary Application Extension 04) N.M.E (David Kirvel) - 1998: High Volume / Advent (7") Krzon (David Kirvel) - 2007: Dead or Alive (Track auf der Compilation Endzeit Bunkertracks – Act III) |